# Tapuiasaurus
Tapuiasaurus (que significa "lagarto Tapuia") é um gênero de dinossauros saurópodes herbívoros.
É um titanossauro nemegtosaurideo que viveu entre o Período Cretáceo Inferior  (idade Aptiana) do Brasil. Seus fósseis, incluindo um esqueleto parcial quase completo com um crânio, foram recuperados a partir da Formação Quiricó (Bacia São franciscana) em Minas Gerais, leste do Brasil. Este gênero foi nomeado por Hussam Zaher, Diego Pol, Alberto B. Carvalho, Paulo M. Nascimento, Claudio Riccomini, Peter Larson, Rubén Juarez-Valieri, Ricardo Pires-Domingues, Nelson Jorge da Silva Jr. e Diógenes de Almeida Campos em 2011, e a espécie-tipo foi denominado de Tapuiasaurus macedoi.

## Galeria

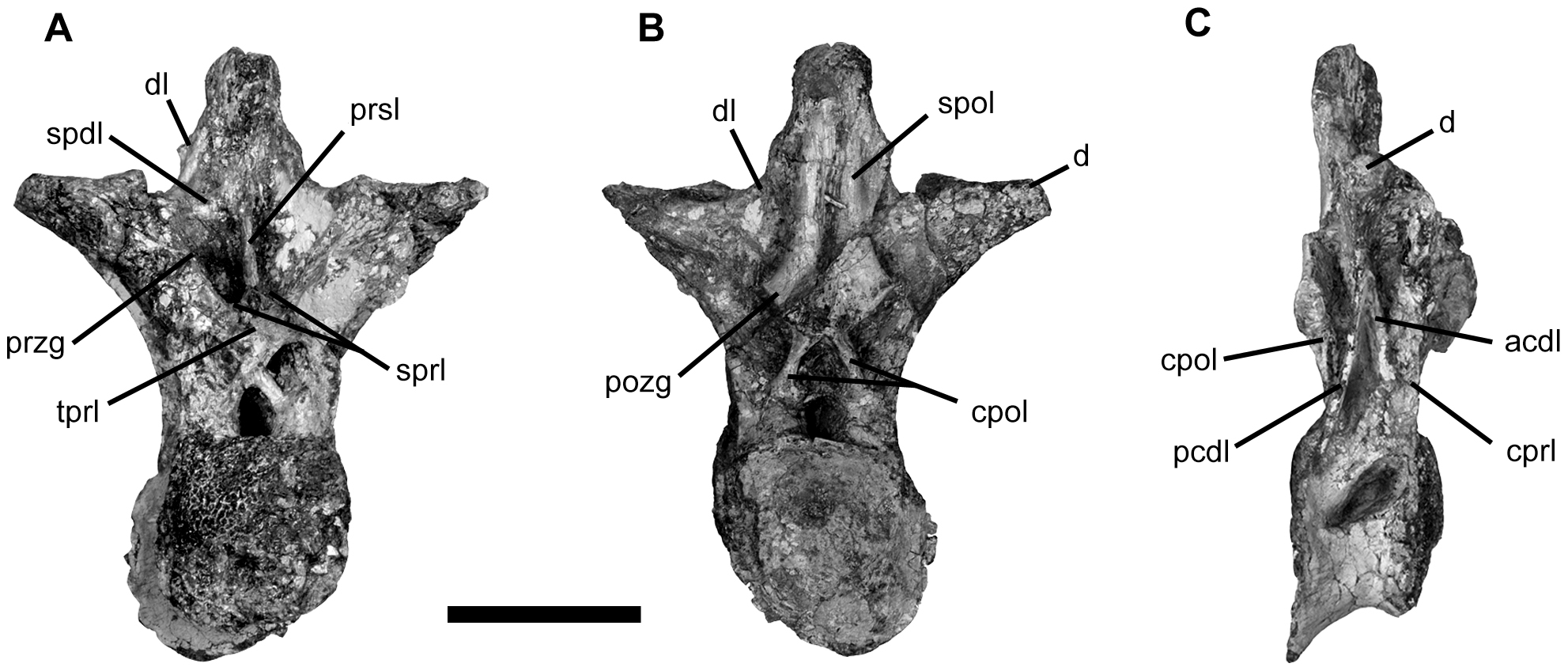
Vértebra
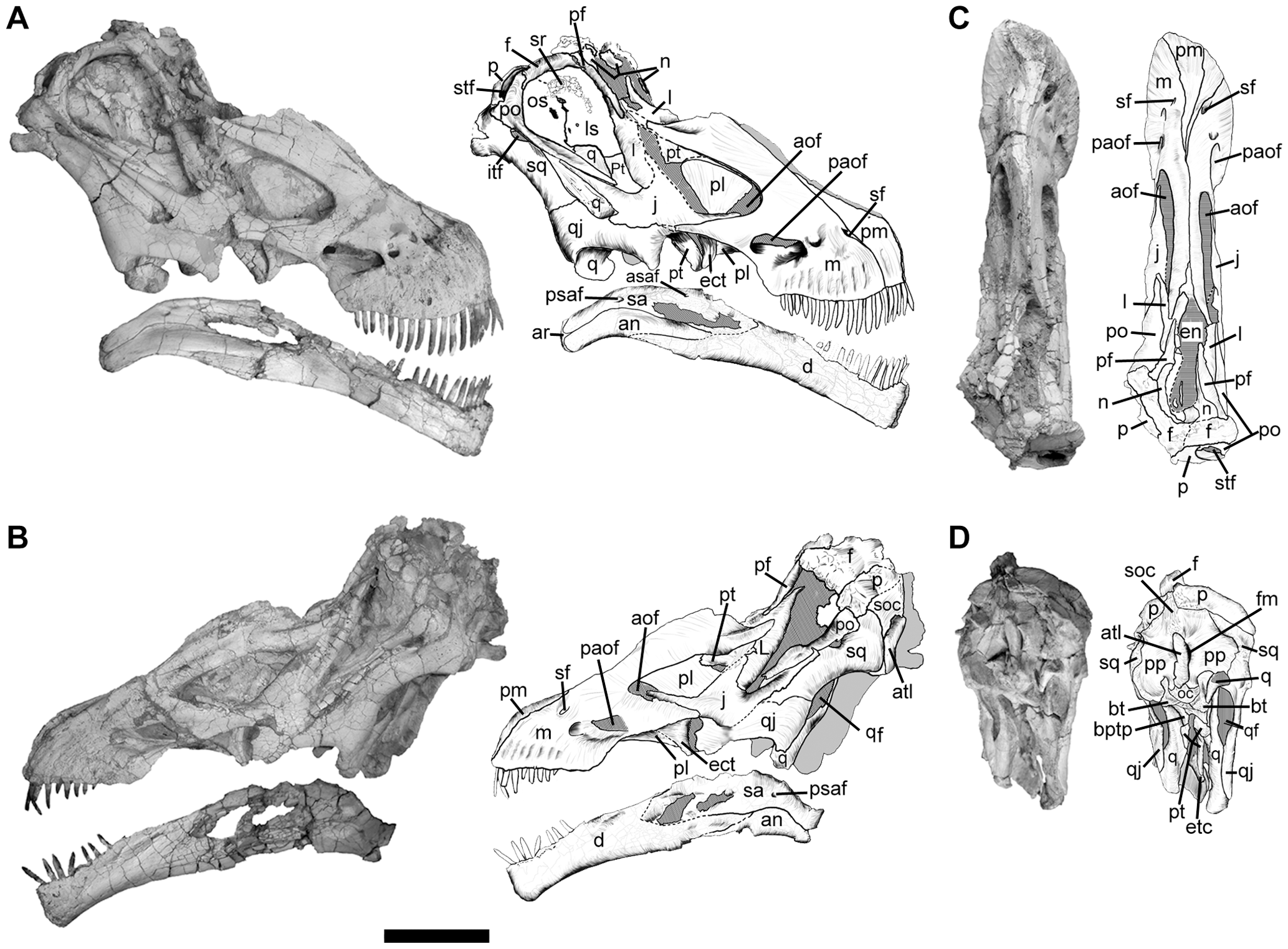
Crânio do espécime.